# آرمین فلک
آرمین فلک (انگلیسی: Armin Falk؛ زادهٔ ۱۸ ژانویهٔ ۱۹۶۸) اقتصاددان، و استاد دانشگاه اهل آلمان است.